# NGC 1846
NGC 1846 is een open sterrenhoop in de Grote Magelhaense Wolk in het sterrenbeeld Goudvis. Het hemelobject werd op 6 november 1826 ontdekt door de Schotse astronoom James Dunlop.

## SNR 0509-67.5
Vanaf de aarde gezien bevindt de open sterrenhoop NGC 1846 zich schijnbaar in de buurt van de supernovarestant SNR 0509-67.5.

## Synoniemen
- ESO 56-SC67